# Niemianowice
Niemianowice (prononciation : [ɲɛmjanɔˈvit͡sɛ]) est un village polonais de la gmina de Gózd dans le powiat de Radom de la voïvodie de Mazovie dans le centre-est de la Pologne.
Il se situe à environ 7 kilomètres à l'ouest de Gózd (siège de la gmina), 12 kilomètres à l'est de Radom (siège du powiat) et à 96 kilomètres au sud de Varsovie (capitale de la Pologne).

## Histoire
De 1975 à 1998, le village appartenait administrativement à la voïvodie de Radom.